# Ctenomys argentinus
Ctenomys argentinus is een zoogdier uit de familie van de kamratten (Ctenomyidae). De wetenschappelijke naam van de soort werd voor het eerst geldig gepubliceerd door Conterras & Berry in 1982.

## Voorkomen
De soort komt voor in het noorden van Centraal-Argentinië.